# Podocarpus affinis
Espèce
Synonymes
- Nageia affinis (Seem.) Kuntze[2]

Statut de conservation UICN

 NT  : Quasi menacé
Podocarpus affinis est une espèce de plantes de la famille des Podocarpacées.